# Jacob van Campen
Jacob van Campen (Haarlem, 2 februari 1596 – Amersfoort, 13 september 1657) was een Nederlandse architect en kunstenaar.

## Biografie

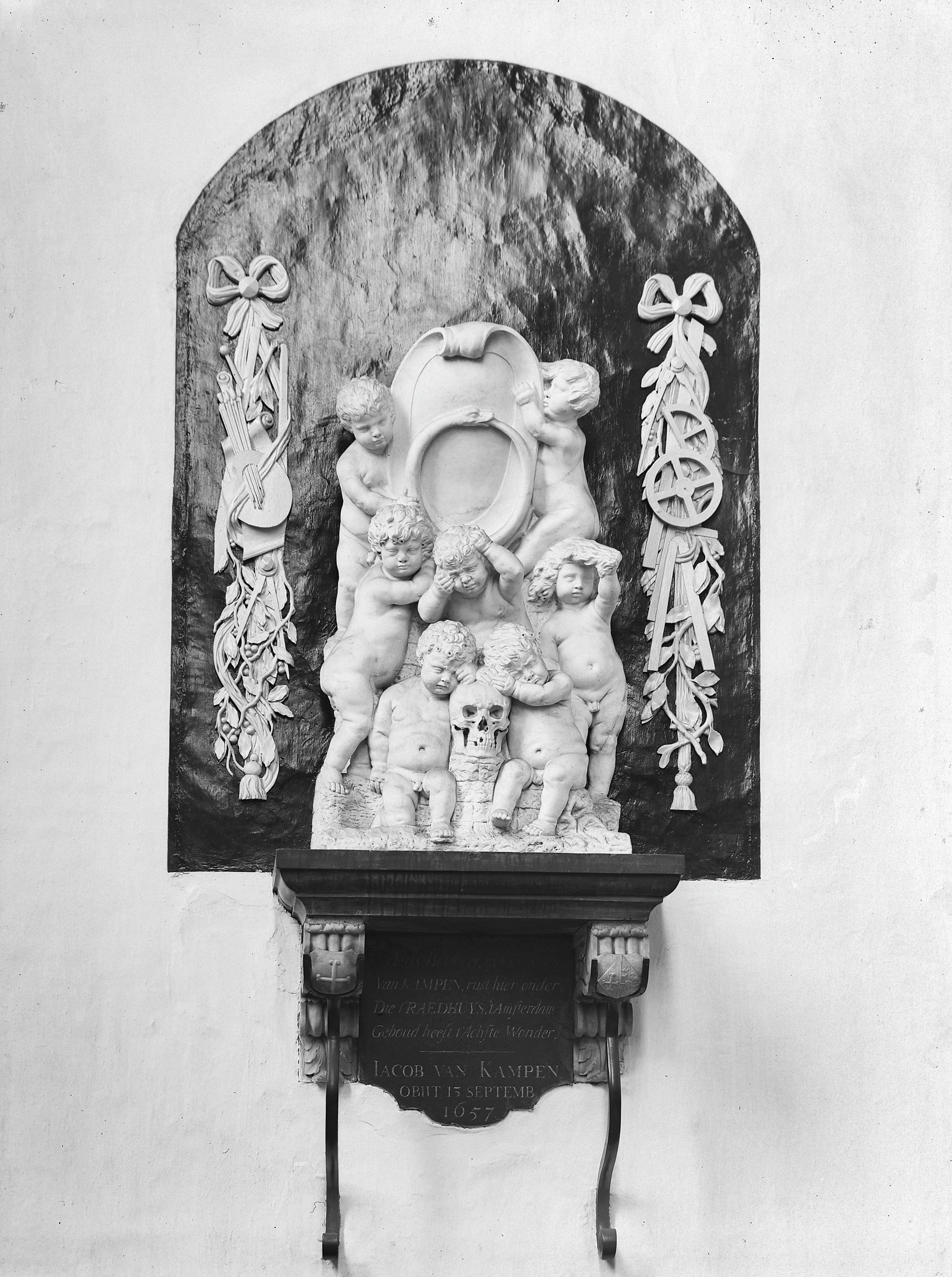
Anoniem, Epitaaf voor "Iakob van Kampen" met dichtregels van Vondel, ca. 1660, Sint-Joriskerk, Amersfoort (foto: G. de Hoog, 1907, RCE)

Jacob van Campen werd waarschijnlijk geboren op 2 februari 1596 in Haarlem. Constantijn Huygens vermeldt zijn verjaardag in twee gedichten en het geboortejaar is af te leiden uit een akte van 9 februari 1617 waarin staat dat hij toen 19 jaar was. Hij stamde uit een welgestelde familie en bracht zijn jeugd door in zijn geboortestad Haarlem.
Van Campen was Heer van Randenbroek, en ging, vooral bij wijze van tijdverdrijf, schilderen. In 1614 werd hij lid van het Sint-Lucasgilde. Na een verblijf in Italië van 1617 tot 1624 keerde hij terug naar Nederland, waar hij de ideeën van Andrea Palladio, Vincenzo Scamozzi en de klassieke architectuur van Vitruvius combineerde met de inheemse baksteenbouw. Het resultaat was het Hollands classicisme, een bouwstijl die behalve in Nederland ook internationaal van invloed was. Van Campen was bevriend met Constantijn Huygens, samen ontwierpen ze zijn nieuwe huis. Op Johan Maurits van Nassau-Siegen, de ontwerper van de De Kleefse tuinen en de Grote Keurvorst in Berlijn had Van Campen zelfs na zijn dood veel invloed. Frederik Willem van Brandenburg wenste koste wat het kost een boek door Van Campen geschreven te bezitten. Het stadhuis en het stadspaleis in Potsdam zijn op de ideeën van Van Campen gebaseerd.
Van Campen was actief als architect, kunstschilder en ontwerper van decoratie-programma’s, zoals voor het kerkorgel in Alkmaar. Zijn kunst had tegelijk ook een invloed op de beeldhouwkunst. Bij zijn werken werd hij geassisteerd door Pieter Post, Daniël Stalpaert, Matthias Withoos, Philips Vingboons, Artus Quellinus, Tielman van Gameren en Rombout Verhulst. Mogelijk werkte hij ook samen met Albert Eckhout.
Tijdens de bouw van het Amsterdamse stadhuis, het tegenwoordige Paleis op de Dam, woonde Van Campen in het duurste logement in de Kalverstraat en zijn verteringen waren navenant. In 1654 is Van Campen met ruzie vertrokken, waarschijnlijk in verband met het ontwerp van de tongewelven. Stalpaert won en beëindigde het project - naar verluidt - met minder fraaie oplossingen.
Jacob van Campen overleed op 13 september 1657, volgens Houbraken op Randenbroek, de buitenplaats bij Amersfoort, die hij in 1625 had geërfd van zijn moeder. Hij werd op 23 september 1657 begraven in de Sint-Joriskerk in Amersfoort. Korte tijd erna lieten de erfgenamen boven het graf een epitaaf aanbrengen met een kort gedicht van Vondel.
Van Campen is nooit getrouwd geweest, maar had wel een zoon, Alexander van Campen, over wie vrijwel niets bekend is, behalve dat Margareta, Van Campens zus, hem in 1658 een levenslange jaarrente van 100 gulden legateerde.

## Werk

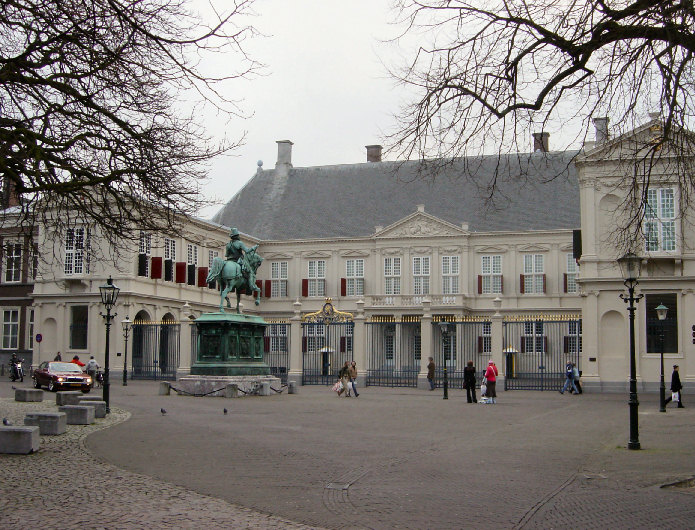
Den Haag: Paleis Noordeinde

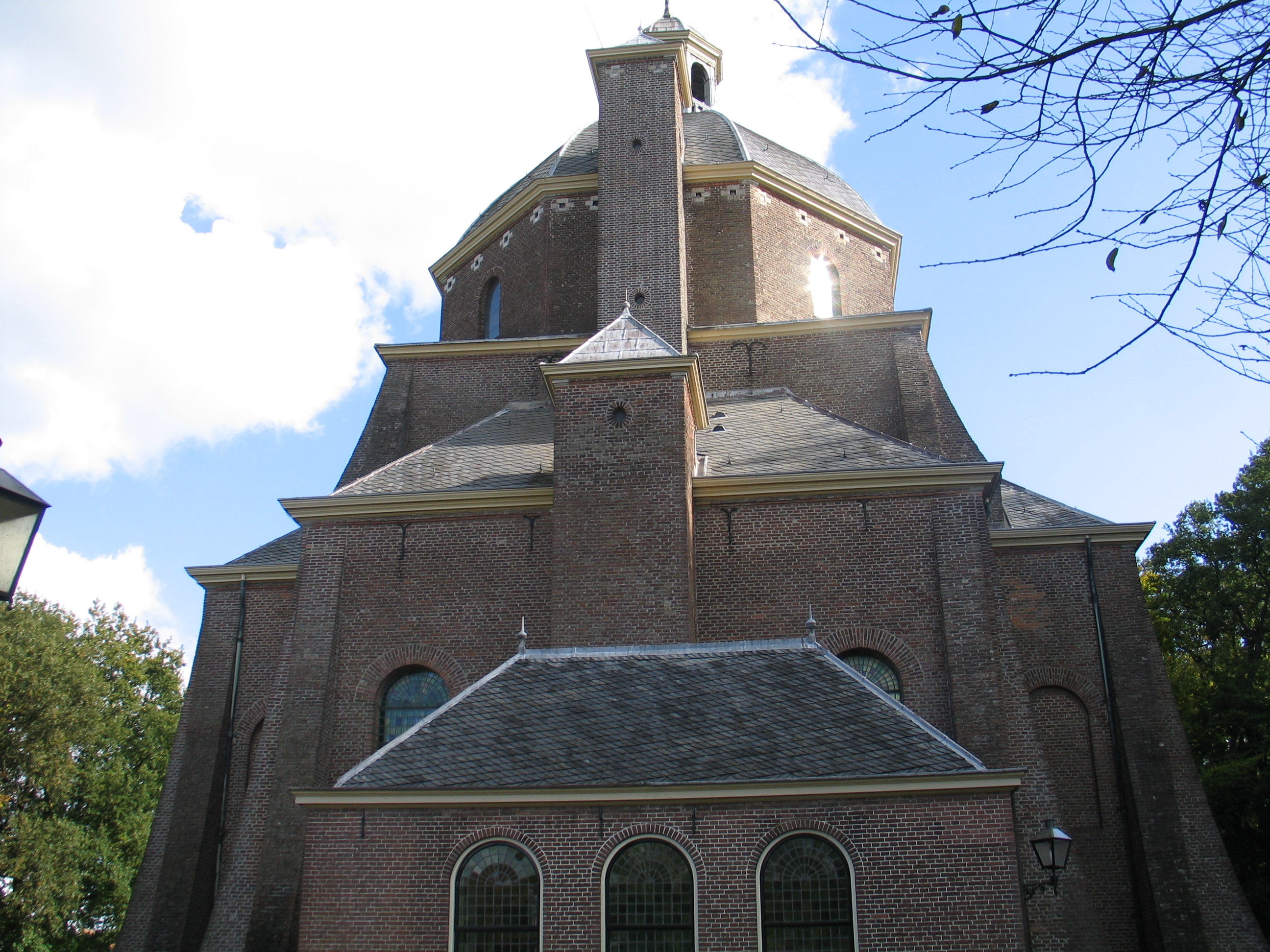
Kerk in Renswoude

Evenals andere architecten van het Hollands classicisme is Jacob van Campen zijn loopbaan begonnen als kunstschilder. Het is niet bekend wie zijn leermeester was. De Haarlemse schilder Pieter de Grebber zou hiervoor in aanmerking kunnen komen. 
De vroegste werken van Van Campen verraden verder de invloed van de Utrechtse caravaggisten. Zijn latere schilderijen en de wanddecoraties voor onder andere Paleis Huis ten Bosch worden evenals zijn architectuurontwerpen gerekend tot het Hollands classicisme. Paulus Bor (uit Amersfoort) en Caesar van Everdingen behoorden waarschijnlijk tot zijn leerlingen.
Tot Van Campens vroegst bekende bouwwerken behoren het Coymanshuis aan de Keizersgracht uit 1625 en het Huis ten Bosch in Maarssen uit 1628. De opdrachtgevers van deze beide huizen waren familie van elkaar: Pieter Belten was getrouwd met een zus van de broers Coymans. De verbouwing van het Rembrandthuis aan de Jodenbreestraat (ca. 1633 ?), waarvan Pieter Belten mede-eigenaar was, is ook met Van Campen in verband gebracht.
Omdat Van Campen in de jaren 1630 enkele belangrijke gebouwen voor de stad Amsterdam ontwierp, zoals de Heiligewegspoort en de eerste stenen stadsschouwburg van Amsterdam (naar het voorbeeld van Teatro Olimpico in Vicenza), is lange tijd gedacht dat hij ook betrokken was bij andere stadsprojecten uit deze tijd, zoals het Accijnshuis en de afbouw van de Westertoren. Onderzoek sinds de jaren 1980 naar de voorbeelden en de werkwijze van Van Campen heeft echter uitgewezen dat dit onwaarschijnlijk is. Deze gebouwen vielen onder de verantwoordelijkheid van Pieter de Keyser, de toenmalige stadssteenhouwer. Bovendien passen ze niet in de stijl van Van Campen. Pieter de Keyser volgde bij zijn ontwerpen meestal het traktaat van Vignola (zoals bij het Accijnshuis), terwijl Van Campen uitging van Scamozzi, een leerling van Palladio.
Hoewel de naam van Jacob van Campen onlosmakelijk verbonden is met de bouw van het nieuwe stadhuis, was hij niet de eerste keuze voor het stadsbestuur. Hij moest net als andere architecten een voorstel indienen. In 1647 duikt zijn naam voor het eerst op in verband met het ontwerp. Het moest een volmaakt gebouw worden, met een volmaakte maatvoering, volmaakte verhoudingen en een volmaakte boodschap aan de toeschouwer. Zijn kracht lag in de strenge proporties en de relatief sobere versiering die zich beperkte tot het beeldhouwwerk van de kapitelen en de twee grote frontons aan de voor- en achtergevel, uitgevoerd door Artus Quellinus. De eenvoudige entree zonder trappen was verstopt op de begane grond. Constantijn Huijgens en Vondel noemden het "het achtste wereldwonder".
Van Campen ontwierp behalve huizen en paleizen ook enkele kerken die speciaal waren ingericht voor de protestantse eredienst. Het gaat om de kerken in Renswoude en Hooge Zwaluwe, en verder de nieuwbouw van de Nieuwe Kerk in Haarlem. Pieter Saenredam, die de schetsen van Van Campen vaak in het net uitgewerkte, maakte van dit laatste ontwerp drie schilderijen en acht prenten. Van Campen ontwierp ook de grotendeels niet-uitgevoerde toren voor de Nieuwe Kerk.
Naast gebouwen ontwierp Van Campen ook wegen. De weg tussen Utrecht en Amersfoort, de Amersfoortseweg, ook bekend als de 'Wegh der Weegen', is van zijn hand.

## Architectuur en decoratieprogramma's
Tenzij anders vermeld zijn de gegevens voor deze lijst ontleend aan: Koen Ottenheym, "Architectuur", in: Jacob van Campen. Het klassieke ideaal in de Gouden Eeuw (1995), p. 155-200.
Woonhuizen, paleizen en buitenplaatsen

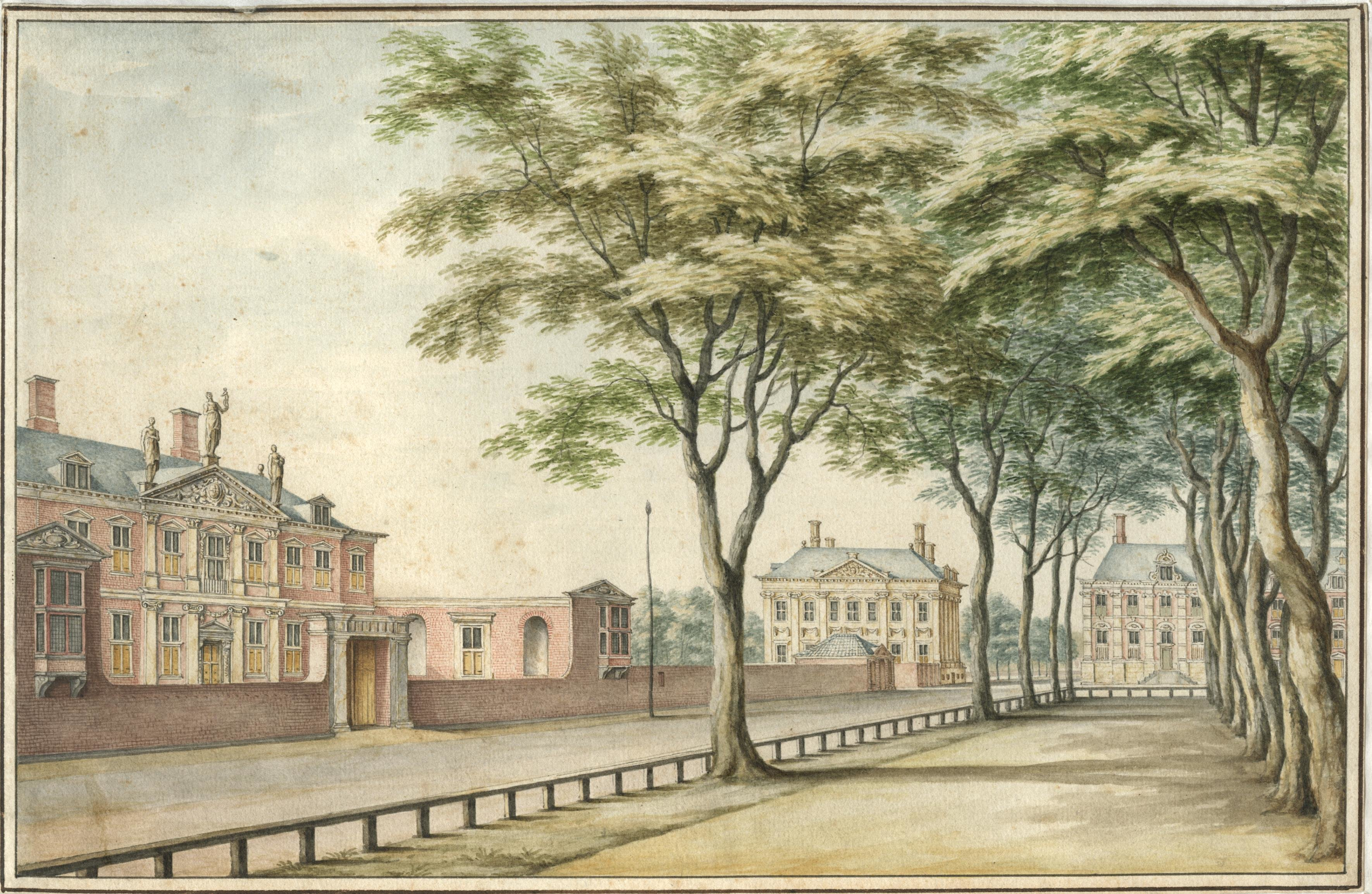
Jan van Call, Plein gezien naar de Korte Vijverberg met het Huygenshuis (links) en Mauritshuis (midden), ca. 1690, Stadsarchief Den Haag

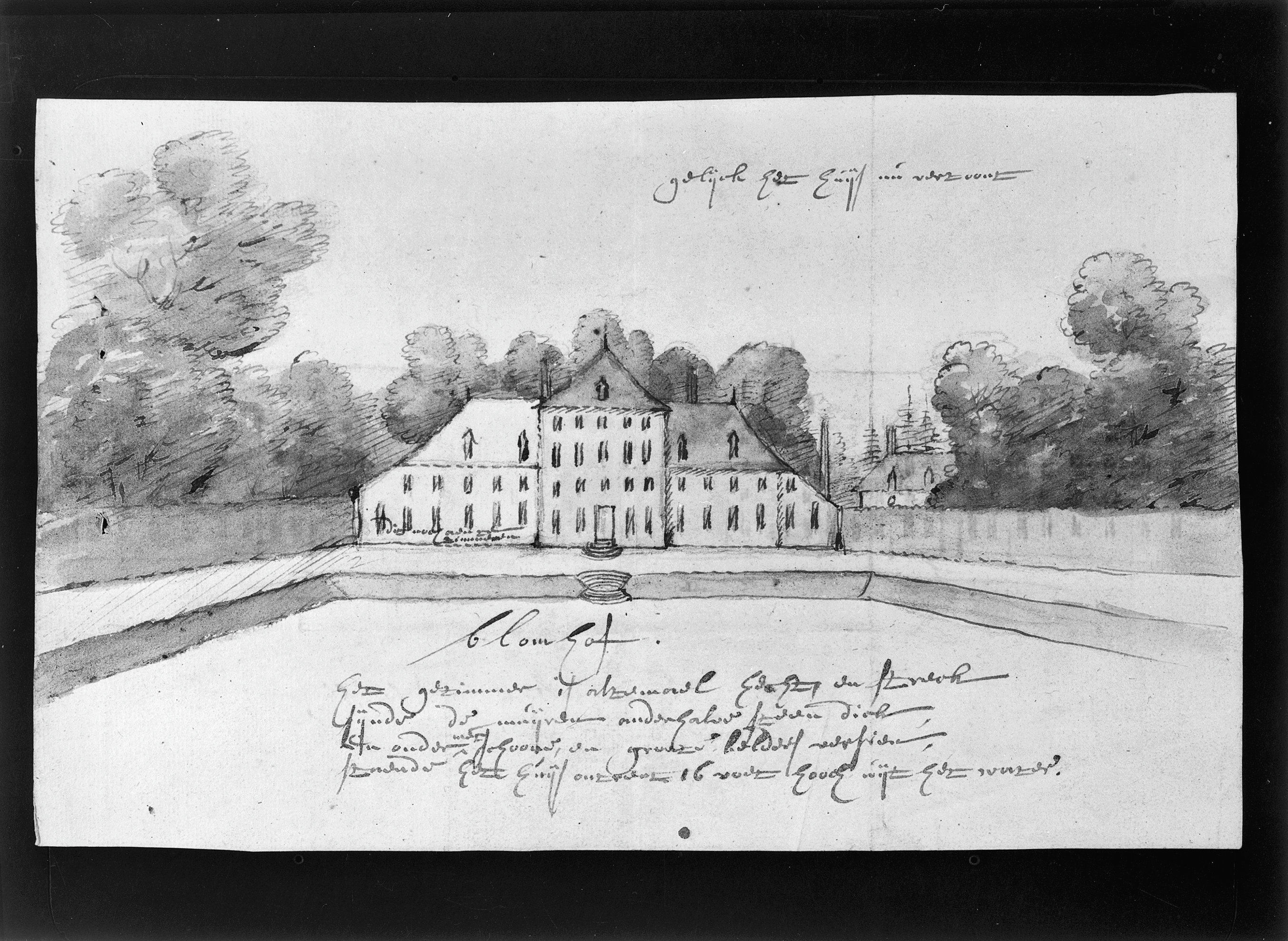
Anoniem, Huis Randenbroek, het buitenhuis van Jacob van Campen, ca. 1680, Gemeentearchief Amersfoort. Bij het linkergedeelte (in wit) staat: "dit noch aen te timmeren" (dit was wel gepland maar niet uitgevoerd).

- 1623 – "Guldewagen" (voorgevel), Grote Houtstraat, Haarlem (volgens Houbraken; gesloopt)[8]
- 1625 – Coymanshuis, Keizersgracht 117, Amsterdam
- 1628 – Huis ten Bosch, Maarssen (niet te verwarren met Paleis Huis ten Bosch)
- ca. 1632-1636 – Huis Randenbroek, bij Amersfoort (nieuwbouw eigen buitenplaats; onvoltooid en in de 19e eeuw sterk verbouwd)
- 1633-1635 – Elswout, bij Overveen (waarschijnlijk met Pieter Wils en Pieter Post; sterk verbouwd)[9]
- 1634 – Huis Saxenburg, bij Bloemendaal (ontwerp ?; gesloopt)[10]
- 1633-1637 – Huygenshuis, Plein, Den Haag (met Constantijn Huygens en Pieter Post; gesloopt in 1866)
- 1633-1644 – Mauritshuis, Den Haag (met Pieter Post)
- 1635-1636 – Huis Honselaarsdijk (ontwerp nieuwe voorgevel; speelhuis)
- 1639-1640 – Paleis Noordeinde, Den Haag (verbouwing)
- 1640-1647 – Huis Beekhoven 'Het Hoogerhuis', bij Amersfoort (vrijwel een kopie van Randenbroek; gesloopt in 1879)
- 1642 – Hofwijck, Voorburg (basisontwerp uitgewerkt door Pieter Post)
- ? – 't Huis van den Heer Dedel, Lisse (niet geïdentificeerd buitenhuis; vermeld door Houbraken)[11]

Openbare gebouwen

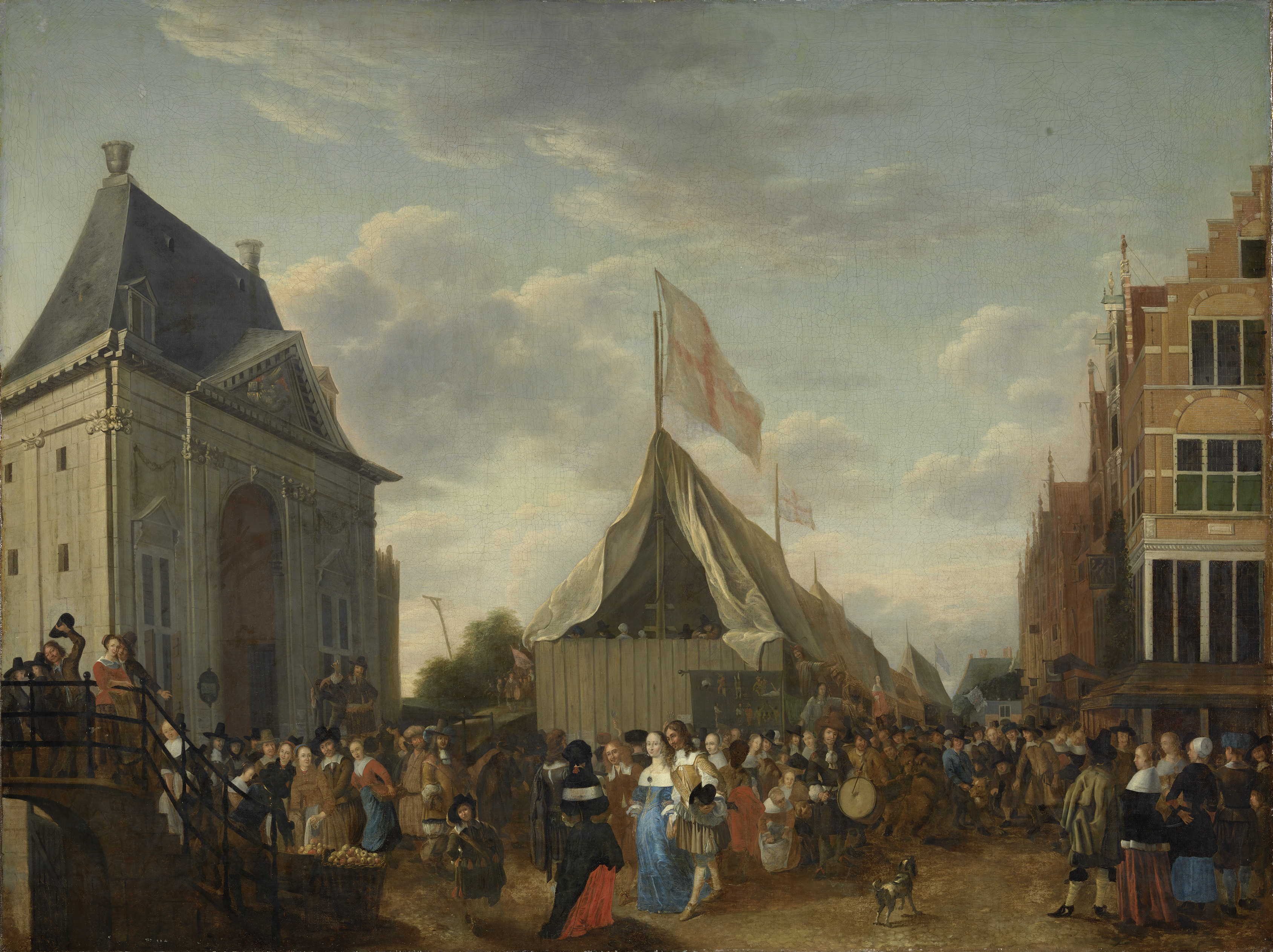
Gerrit Lundens, Kermis bij de Heiligewegspoort, Amsterdam Museum

- 1633-1635 – Burgerweeshuis (nieuwe gevels van de meisjesbinnenplaats), Amsterdam
- 1637 – Heiligewegspoort, Amsterdam (afgebroken in 1664)
- 1637-1638 – Nieuwe Schouwburg, Keizersgracht, Amsterdam (in 1664-1665 vervangen door nieuwbouw van Philips Vingboons; alleen de toegangspoort resteert)
- 1647-1654 — Stadhuis, Amsterdam (voltooid door Daniël Stalpaert)
- 1648 – Vredestempel, Prinsenhof, Haarlem (door Jacob van Campen voorzien van muurschilderingen; ontwerp onzeker)

Kerken

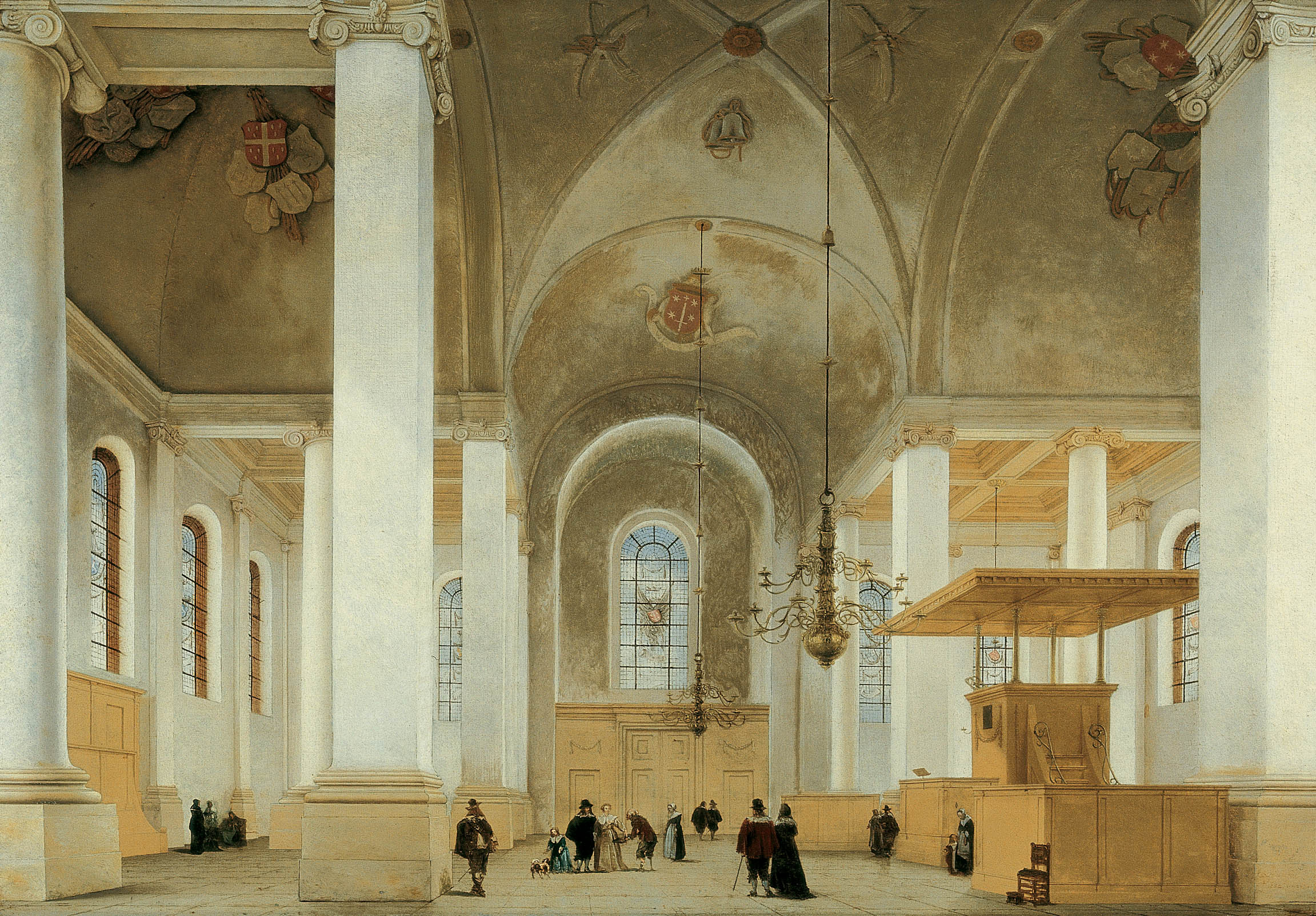
Pieter Saenredam, Interieur van de Nieuwe Kerk te Haarlem, 1652, Frans Hals Museum, Haarlem: Saenredam heeft de kerk geschilderd volgens het oorspronkelijk ontwerp van Jacob van Campen met acht ionische zuilen in plaats van de vier die daadwerkelijk zijn uitgevoerd

- 1635-1639 – Hervormde kerk, Renswoude
- 1638-1640 – Hervormde kerk, Hooge Zwaluwe
- 1645-1649 – Nieuwe Kerk, Haarlem
- 1645-1652 – Toren Nieuwe Kerk, Amsterdam (alleen het onderste gedeelte is uitgevoerd; in 1783 deels gesloopt)
- 1655 – Herbouw spits Onze Lieve Vrouwetoren, Amersfoort (advies)[12]

Orgelkassen en kerkmeubilair
- 1638-1646 – Orgel Grote Sint-Laurenskerk, Alkmaar[13]
- 1645-1655 – Orgel Nieuwe Kerk, Amsterdam[14]
- 1655 – Lichtkronen Sint-Joriskerk, Amersfoort[12]
- 1655 – Banken Grote Sint-Laurenskerk, Alkmaar[12]

Grafmonumenten
- 1653-1657 – Grafmonument Maarten Tromp, Oude Kerk, Delft
- na 1653 – Grafmonument Van Galen, Nieuwe Kerk, Amsterdam

Interieurs en decoratieprogramma's
- 1635-1640 – Huis Honselaarsdijk
- 1636 – Kasteel Buren
- 1638 – Huis Ter Nieuburg
- 1647-1652 – Oranjezaal in Paleis Huis ten Bosch, Den Haag (het gebouw werd ontworpen door Pieter Post)
- 1647-1654 – Stadhuis, Amsterdam
- ca. 1645-1650 – Betimmering 'Het Hoogerhuis', Randenbroek (bij Amersfoort)[17]

Tuinontwerpen
- 1638 – Huis Ter Nieuburg (niet uitgevoerd)[18]
- 1639-1640 – Huis Honselaarsdijk  (met André Mollet)[18]
- 1657 – Springenberg, Kleef[12]

Infrastructuur en stedenbouw
- 1650 – Inrichting van het plein rond de Nieuwe Kerk, Haarlem (niet uitgevoerd)
- 1652 – Slaperdijk (als adviseur en betrokkene)[19]
- 1652 – Amersfoortseweg (Wegh der Weegen) (mogelijk betrokken als ontwerper of adviseur)[20]
- 1654 – Brug over het Spui tussen Westsingel en het Zand, Amersfoort[21]

## Schilderijen en tekeningen
Het catalogusnummer verwijst naar: Quentin Buvelot, "Catalogus van de schilderijen en tekeningen van Jacob van Campen", in: 
Jacob van Campen. Het klassieke ideaal in de Gouden Eeuw.
| Afbeelding    | Titel                                                                                                  | Datering      | Techniek              | Afmetingen h x b (cm)          | Verblijfplaats                                                    | Cat. |
| ------------- | --- | ------------- | --------------------- | ------------------------------ | ----------------------------------------------------------------- | ---- |
|               | Oude vrouw met een boek                                                                                | ca. 1625      | Olieverf op doek      | 71,5 x 57                      | Privéverzameling: Milwaukee (Wisconsin), collectie Alfred Bader   | 1    |
|               | Diogenes zoekt een mens                                                                                | 1628          | Olieverf op doek      | 111 x 172,9                    | Utrecht, Centraal Museum                                          | 2    |
|               | Portret van Pieter Saenredam                                                                           | 1628          | Zwart krijt op papier | 23,5 x 18                      | Londen, British Museum                                            | 13   |
|               | Portret van Constantijn Huygens jr.                                                                    | 1635          | Rood krijt op papier  | 16 x 16,2                      | Haarlem, Teylers Museum                                           | 14   |
|               | Portret van Constantijn Huygens en Suzanna van Baerle                                                  | ca. 1635      | Olieverf op doek      | 95 x 78,5                      | Den Haag, Mauritshuis                                             | 3    |
|               | Mercurius, Argus en Io                                                                                 | ca. 1640      | Olieverf op doek      | 204 x 193                      | Den Haag, Mauritshuis                                             | 4    |
|               | De Heilige Hiëronymus                                                                                  | ca. 1640      | Olieverf op doek      | 130 x 90                       | Verblijfplaats onbekend                                           | 5    |
| Zie hieronder | 9 trompe-l'oeilschilderingen voor Huis Beekhoven ('Het Hoogerhuis') bij Amersfoort (3 x 3 panelen)     | ca. 1645-1650 | Olieverf op paneel    | 86,6 x 86                      | Amersfoort, Museum Flehite (bruikleen van Rijksmuseum Amsterdam)  | 6    |
|               | Apollo en Aurora                                                                                       | ca. 1650-1651 | Olieverf op hout      | halfrond; max. breedte: 752 cm | Den Haag, Oranjezaal, Huis ten Bosch                              | 7    |
|               | Triomftocht met de schatten uit de Oost en West                                                        | ca. 1650-1651 | Olieverf op doek      | 380 x 201                      | Den Haag, Oranjezaal, Huis ten Bosch                              | 8    |
|               | Allegorie op Frederik Hendrik als krijgsman                                                            | ca. 1650-1651 | Olieverf op doek      | 321 x 205                      | Den Haag, Oranjezaal, Huis ten Bosch                              | 9    |
|               | Allegorie op de vruchtbaarheid (het vierkant boven Venus, Juno en Ganymedes van Caesar van Everdingen) | ca. 1650-1651 | Olieverf op hout      | 140 x 140                      | Den Haag, Oranjezaal, Huis ten Bosch                              | 10   |
|               | Portret van Leendert Nicasius (zie Lenaert Nicasius)                                                   | 1651          | Olieverf op paneel    | 137,7 x 69,6                   | Amersfoort, Stadhuis                                              | 11   |
|               | Het Laatste Oordeel (oorspronkelijk bestemd voor de Vierschaar van het Stadhuis van Amsterdam)         | ca. 1653      | Olieverf op doek      | 328 x 203                      | Amersfoort, Sint-Joriskerk (bruikleen van de gemeente Amersfoort) | 12   |
|               | (Naar Jacob van Campen ?) Vrouw bij haar toilet                                                        |               | Olieverf op doek      | 92 x 67                        | Den Haag, Museum Bredius                                          | -    |

### Trompe-l'oeilschilderingen
Voor een kamer in het Huis Beekhoven (bijgenaamd 'Het Hoogerhuis') bij Amersfoort heeft Jacob van Campen rond 1645-1650 negen trompe-l'oeilschilderingen in olieverf geschilderd (3 x 3 panelen). Lange tijd werd gedacht dat dit 'Hoogerhuis' Van Campens eigen buitenplaats Randenbroek was, maar dit is niet correct. Het gaat om het nabijgelegen huis van Arent van Wijnbergen, dat in 1879 werd gesloopt. Het Museum Flehite in Amersfoort heeft de panelen in langdurig bruikleen van het Rijksmuseum Amsterdam.

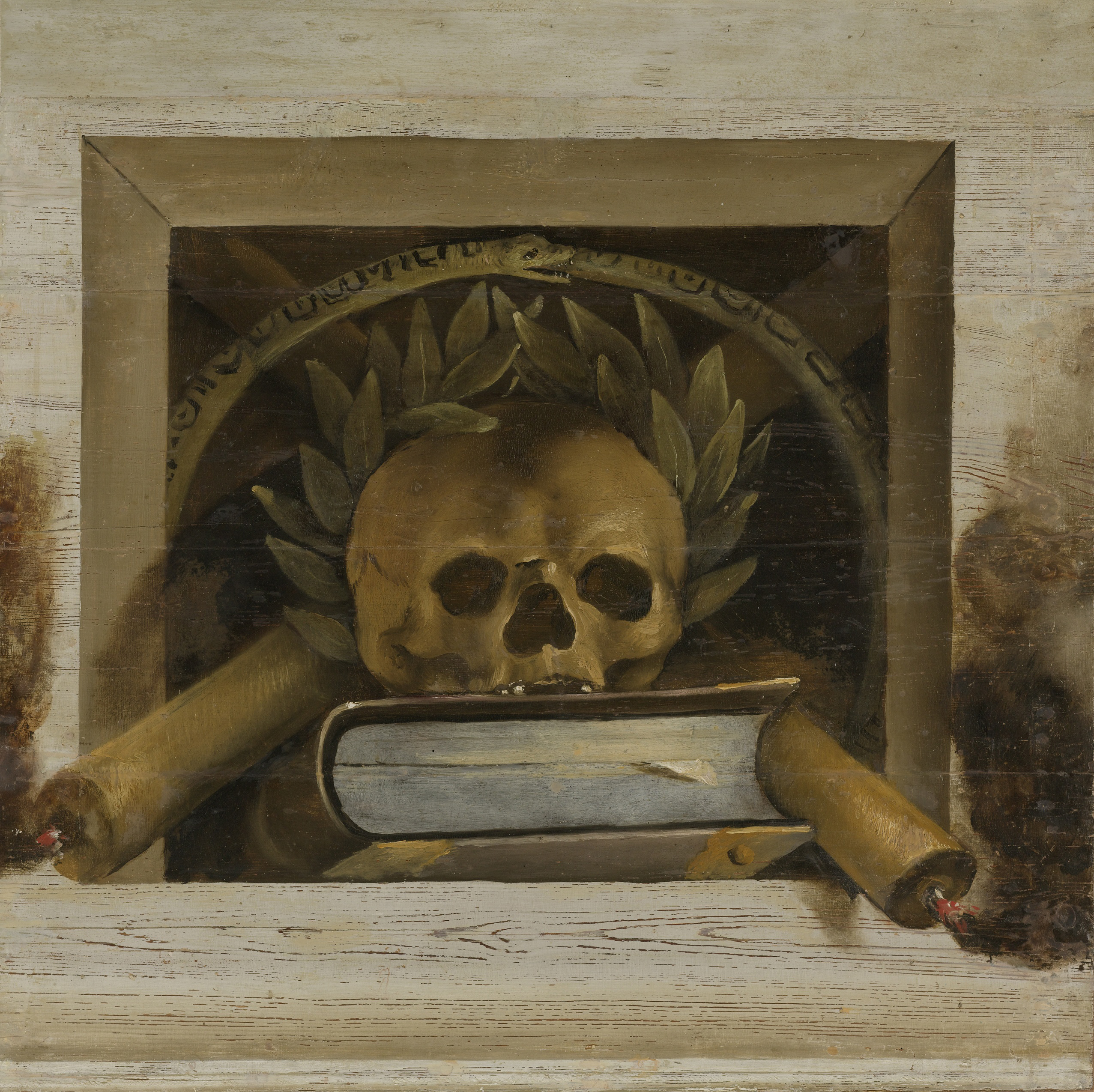
Vanitasstilleven met doodshoofd met een lauwerkrans en twee brandende kaarsen, 86,6 x 86 cm
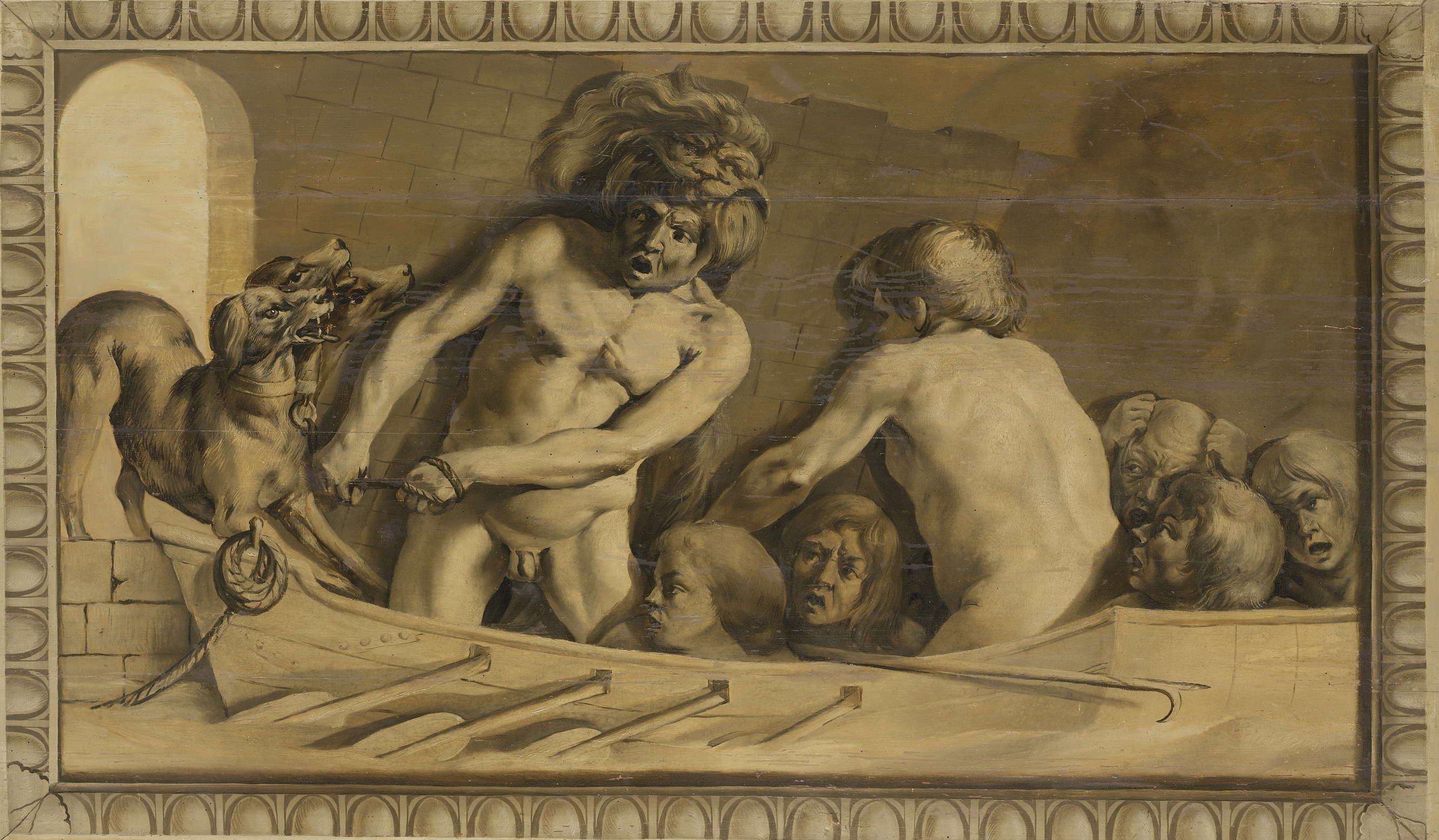
Hercules haalt Cerberus uit de onderwereld, 101 x 164 cm
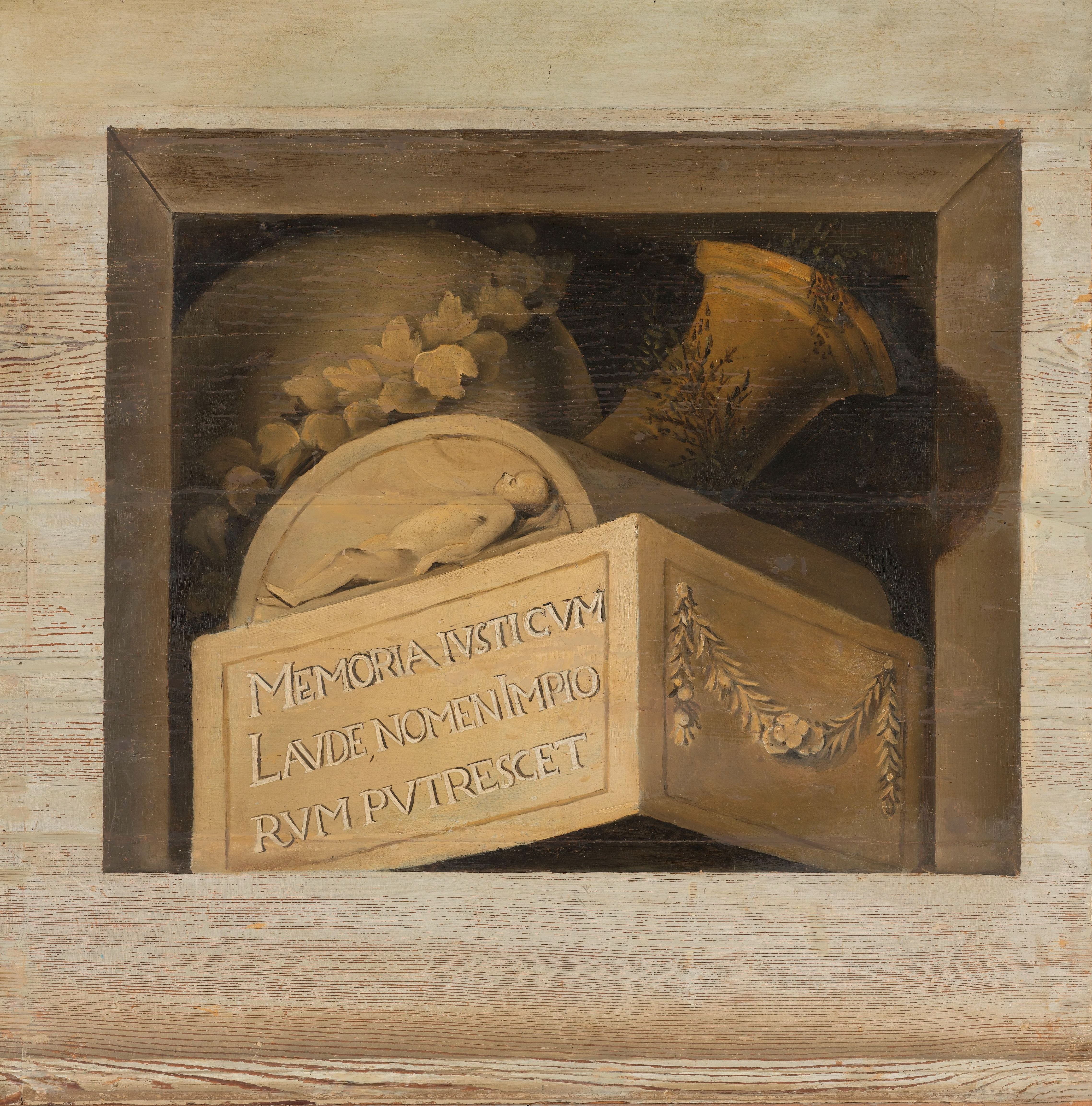
Graftombe met inscriptie, 86,4 x 85,5 cm
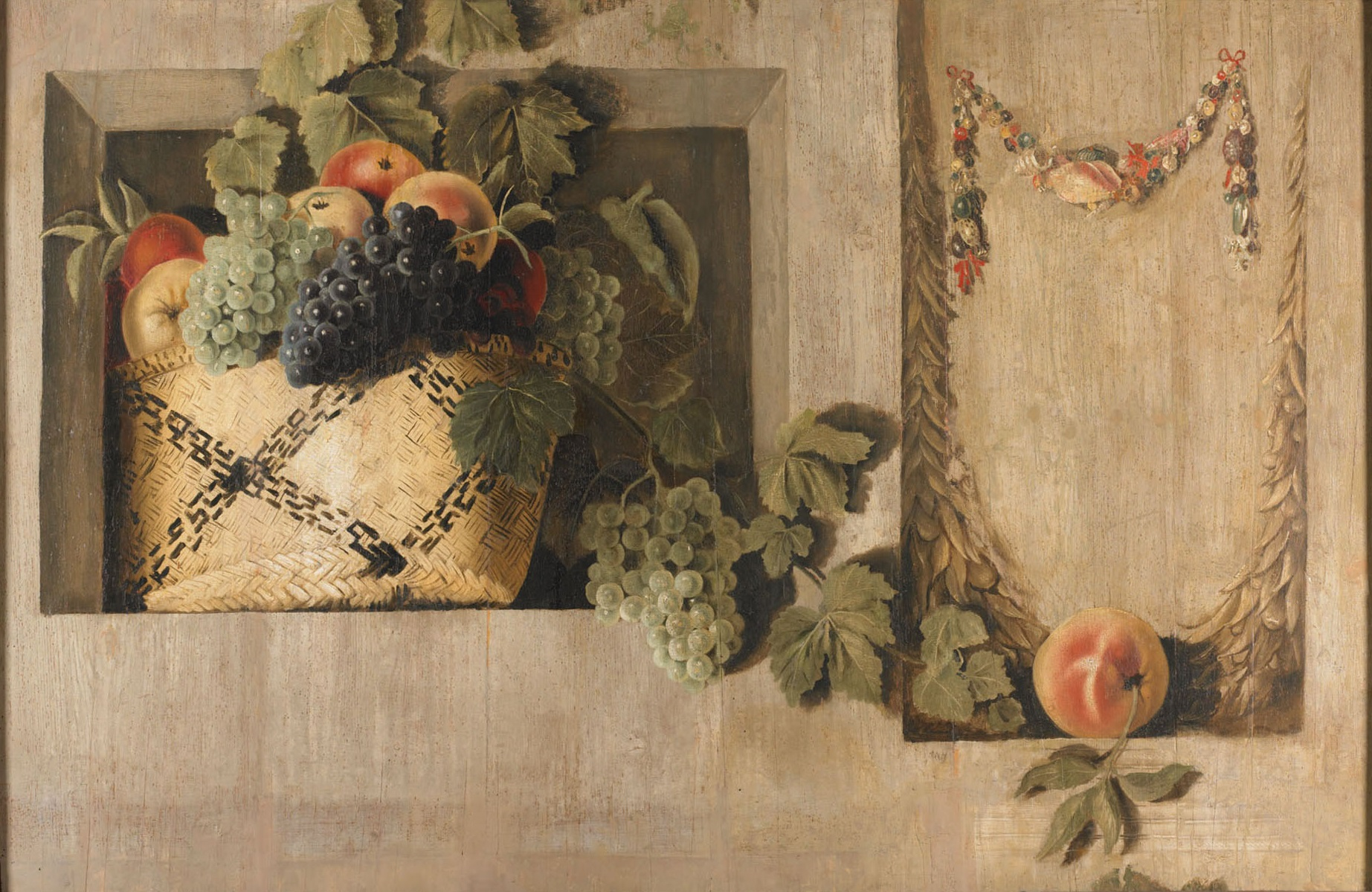
Stilleven met een fruitmand in een nis, 97 x 149,5 cm
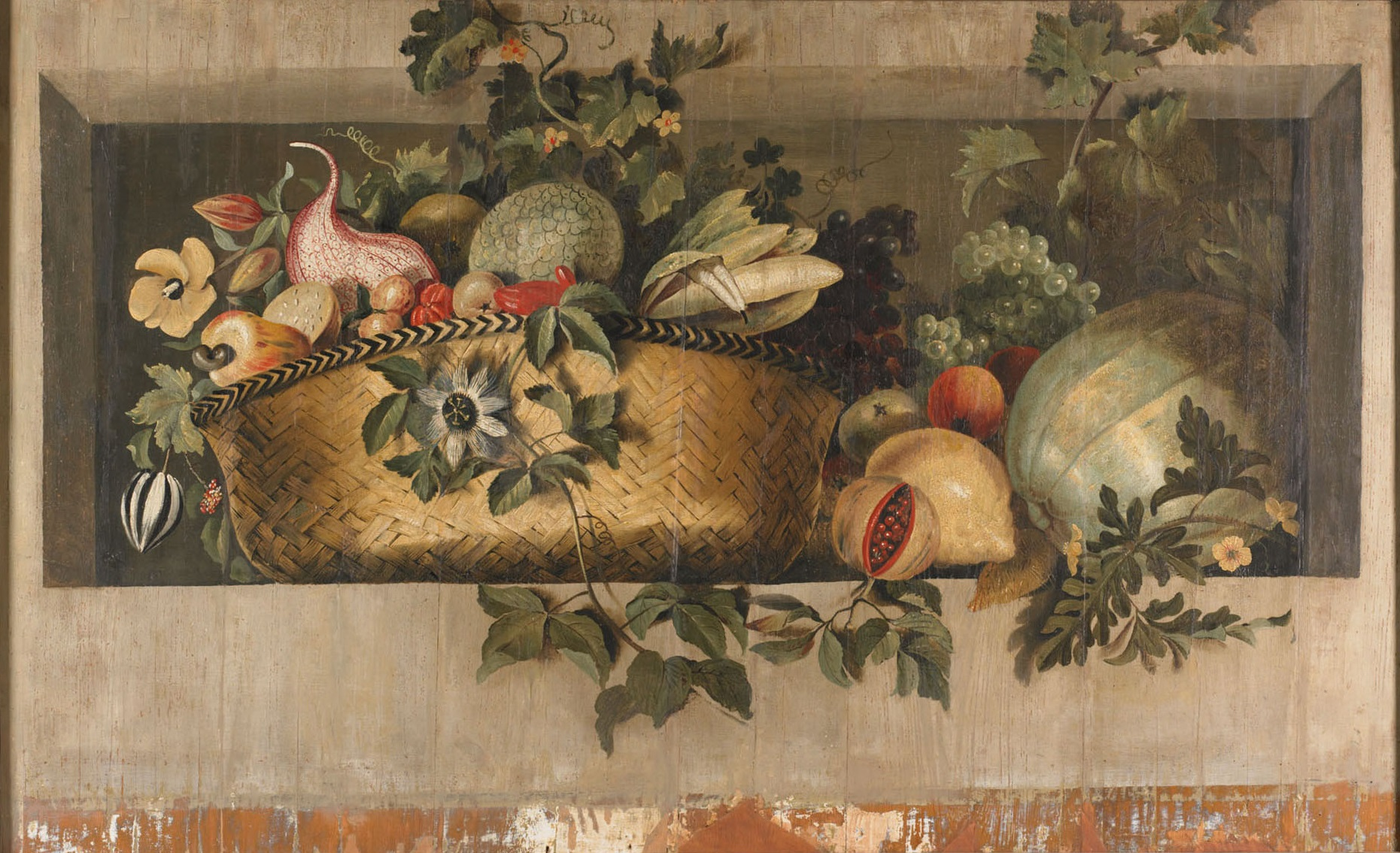
Stilleven met een fruitmand in een nis, 97 x 158,7 cm
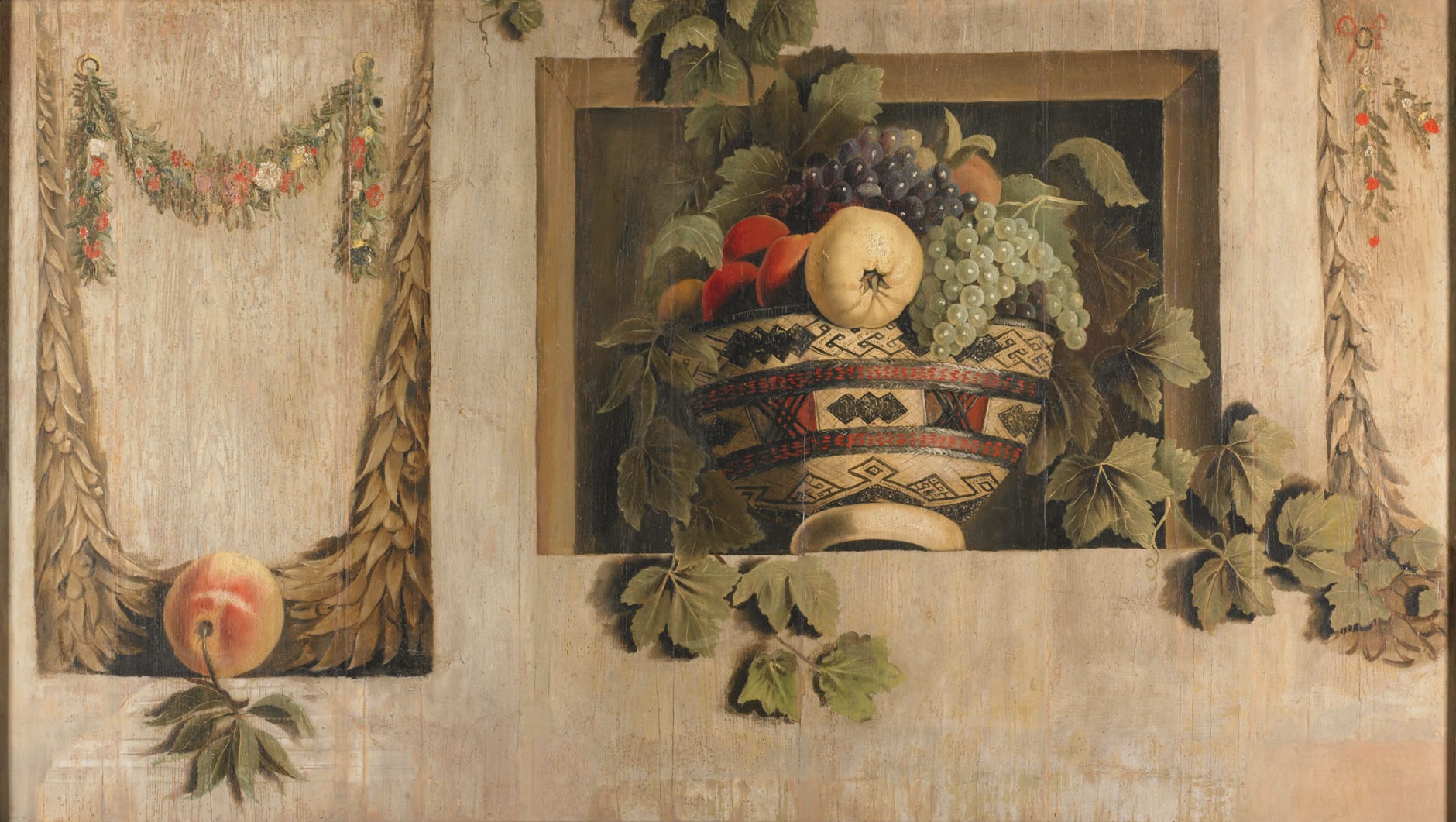
Stilleven met een fruitmand in een nis, 97 x 172,1 cm
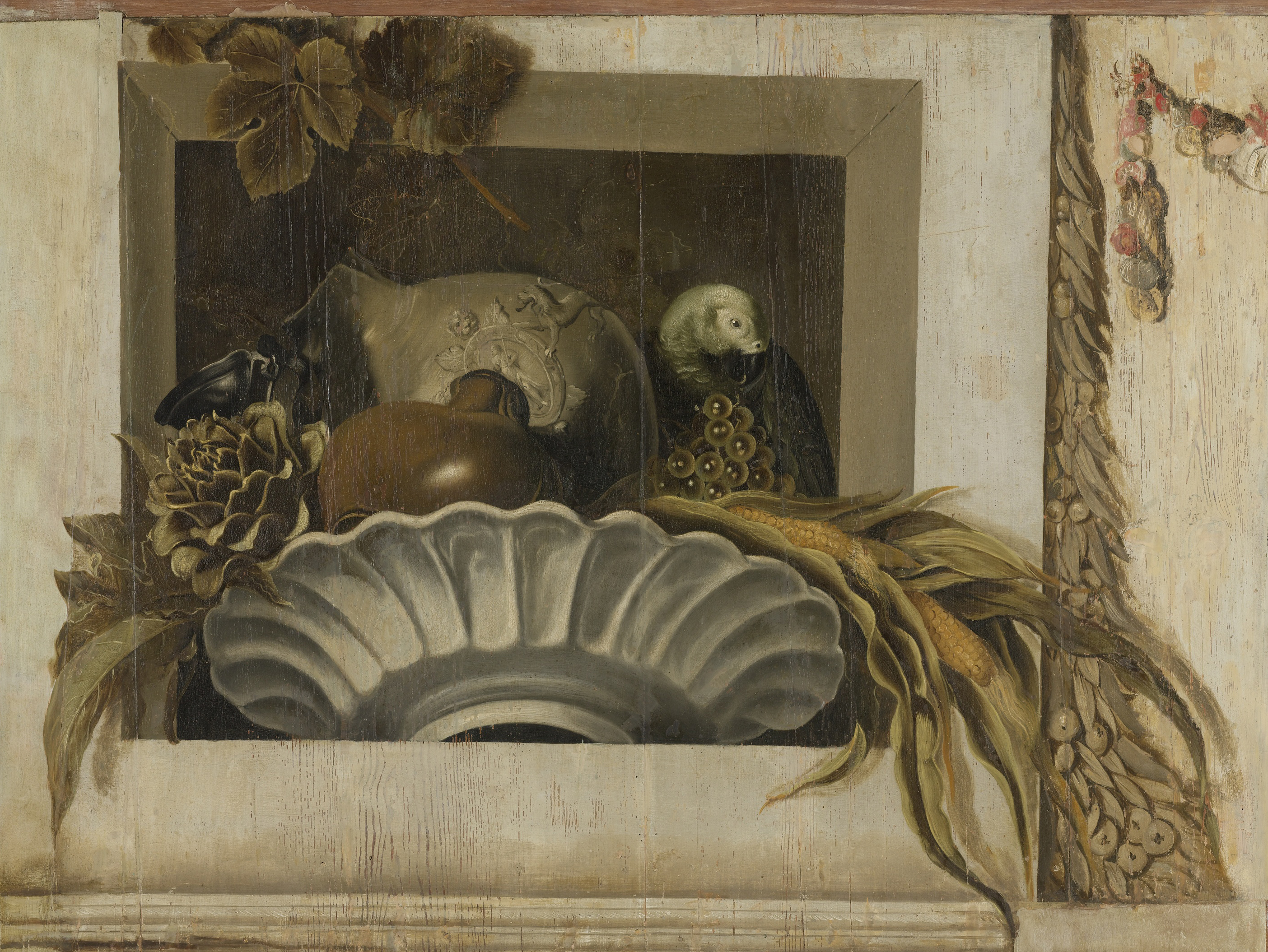
Stilleven een schaal met maïs, artisjok, druiven en een papegaai, 82,7 x 111 cm
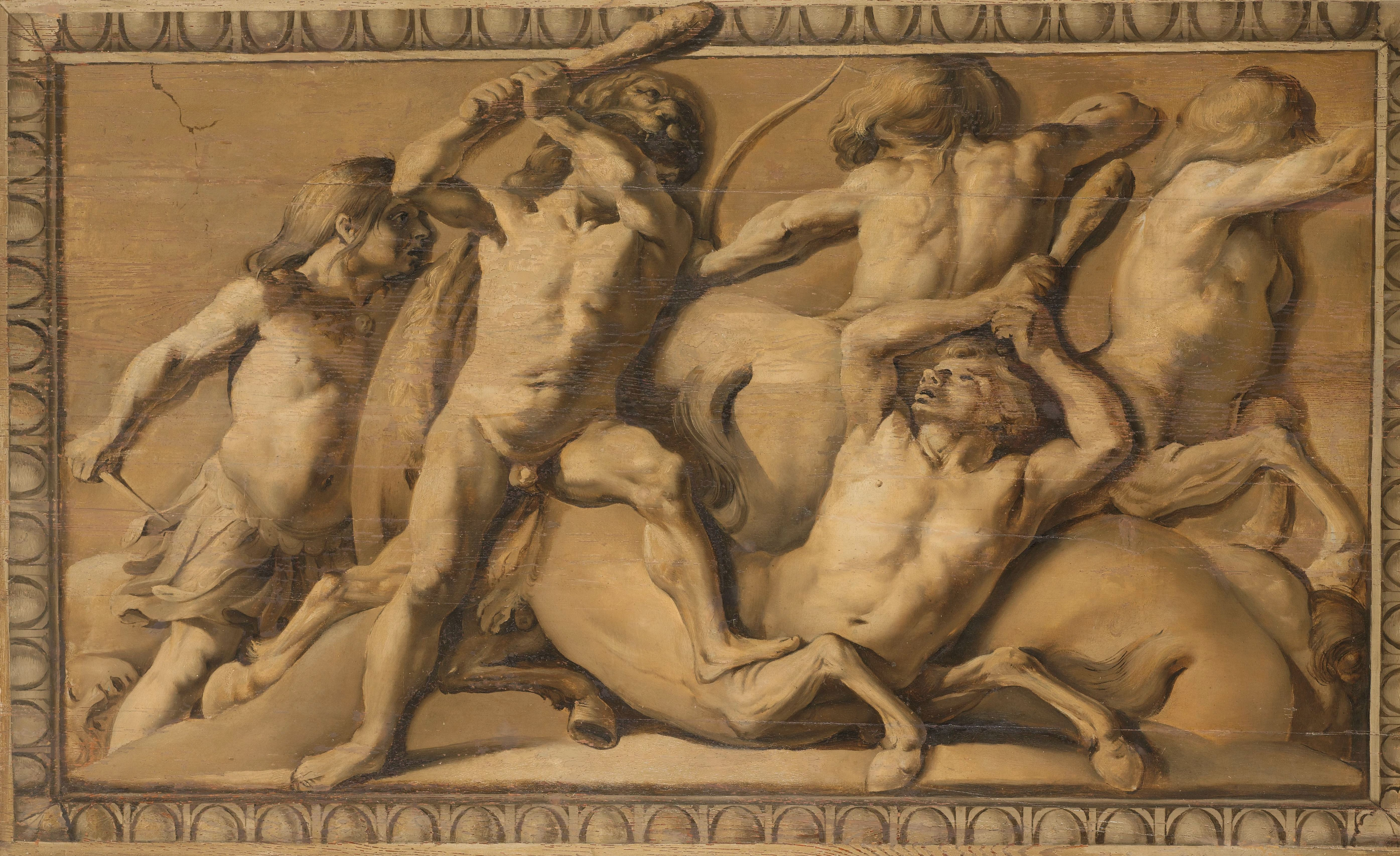
Hercules verslaat de centauren, 101,7 x 162 cm
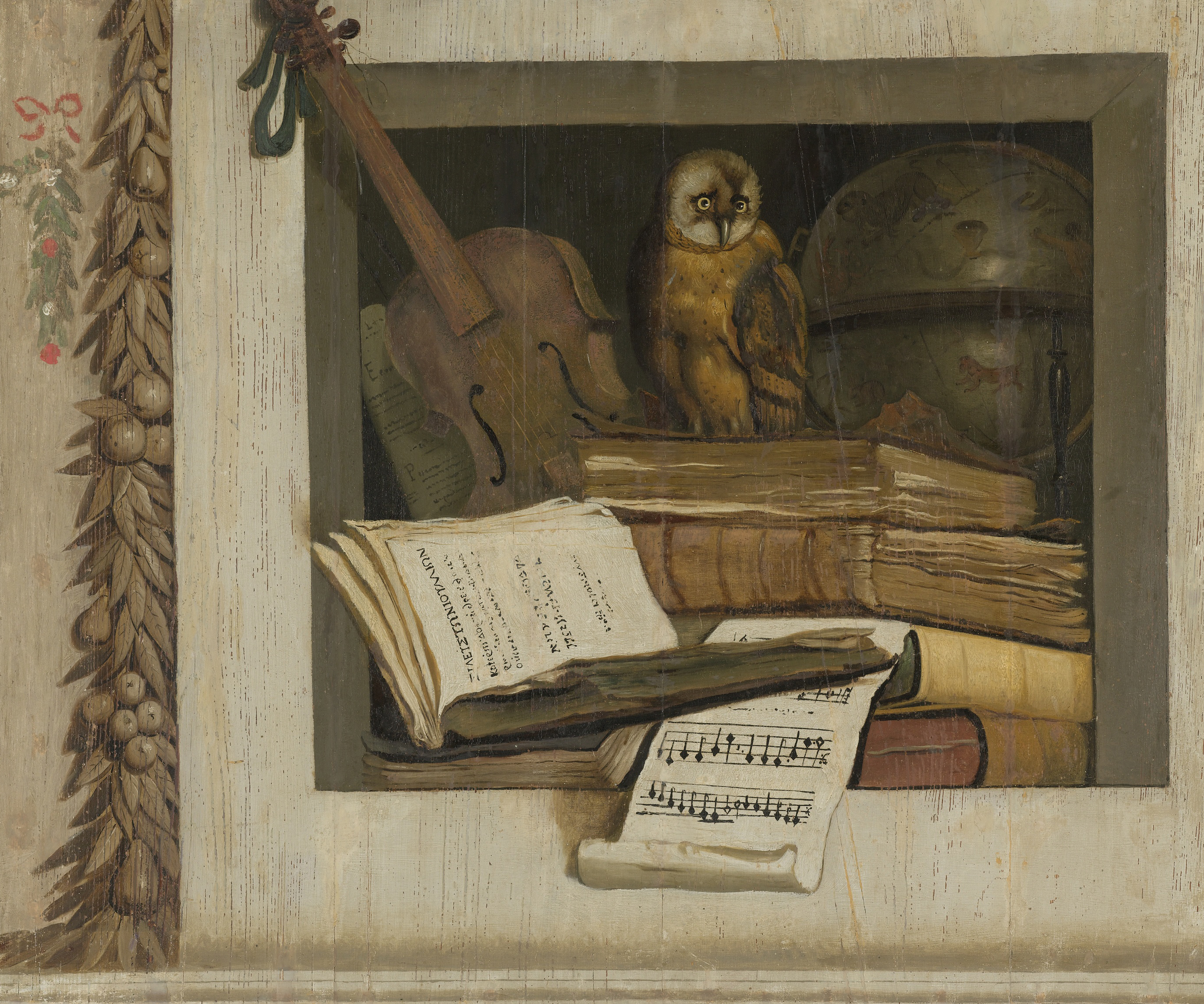
Stilleven met boeken, bladmuziek, viool, hemelglobe en een uil, 102 x 85,3 cm

### Ontwerptekeningen
Van de ontwerpen die Jacob van Campen heeft gemaakt voor zijn bouwprojecten en decoratieprogramma's zijn maar enkele tekeningen bewaard gebleven. Hij liet zijn schetsen meestal uitwerken door bevriende collega's en assistenten, zoals Pieter Saenredam (in Haarlem), Pieter Post (in Den Haag) en Philips Vingboons (in Amsterdam).
| Afbeelding | Titel | Datering | Techniek                 | Afmetingen h x b (cm) | Verblijfplaats                                              | Cat. |
| ---------- | --- | -------- | ------------------------ | --------------------- | ----------------------------------------------------------- | ---- |
|            | Ontwerp van een wanddecoratie voor de galerij van Kasteel Buren (niet uitgevoerd)                                                        | ca. 1636 | Pen en potlood op papier | 32,4 x 42,2           | Amsterdam, Rijksprentenkabinet                              | 15   |
|            | Ontwerp voor het beeldhouwwerk in het fronton aan de voorzijde van het Koninklijk Paleis                                                 | ca. 1648 | Pen en potlood op papier | 19,4 x 76,4           | Amsterdam, Rijksprentenkabinet                              | 16A  |
|            | Ontwerp voor het beeldhouwwerk in het fronton aan de achterzijde van het Koninklijk Paleis                                               | ca. 1648 | Pen en potlood op papier | 19,4 x 76,2           | Amsterdam, Rijksprentenkabinet                              | 16B  |
|            | Schetsontwerp voor Apollo en Aurora in de Burgerzaal van het Stadhuis van Amsterdam (een muurschildering die nooit is uitgevoerd)        | ca. 1650 | Pen en potlood op papier | 22,5 x 37             | Amsterdam, Rijksprentenkabinet                              | 17   |
|            | "Memorie voor de heer Jordaens": summiere schets voor het schilderij Allegorie op de Tijd en de Dood van Jacob Jordaens in de Oranjezaal | ca. 1650 | Pen op papier            |                       | Den Haag, Koninklijk Huisarchief (archief Frederik Hendrik) | 18   |
|            | Niet-uitgevoerd vereenvoudigd ontwerp voor het Stadhuis van Amsterdam                                                                    | ca. 1653 | Pen en potlood op papier | 47 x 68               | Amsterdam, Stadsarchief                                     | 19   |